# Список країн Європейського Союзу
Європейський Союз (ЄС) є політичним та економічним союзом з 27 держав-членів, які підписали установчі договори союзу і, таким чином, поділяють права та обов'язки членства. Відповідно до договорів вони погодилися ділитися своїм власним суверенітетом через інституції Європейського Союзу в деяких, але не всіх аспектах управління. Для ухвалення особливо важливих рішень уряди країн повинні одноголосно домовитися у Раді Європейського Союзу; для ухвалення інших рішень достатньо кваліфікованої більшісті голосів. Ці зобов'язання та розподіл суверенітету в рамках ЄС (іноді його називають наднаціональним) роблять його унікальним серед міжнародних організацій, оскільки він встановив власний правовий порядок, який відповідно до положень установчих договорів є юридично обов'язковим і верховним для всіх держав-членів. Основоположним принципом ЄС є принцип субсидіарності, що означає, що рішення ухвалюються колективно тоді і тільки тоді, коли їх неможливо реально прийняти окремо.
Іншою помітною та унікальною особливістю членства є Європейські комісари, які призначаються кожним з урядів країн-членів, але не представляють свою країну-члена, а замість цього працюють колективно в інтересах усіх держав-членів.
У 1950-х роках шість держав заснували Європейські спільноти — попередники ЄС (Бельгія, Франція, Італія, Люксембург, Нідерланди та Західна Німеччина). Решта країн приєдналися в результаті наступних п'яти розширень. Щоб приєднатися, держава повинна виконати економічні та політичні вимоги, відомі як Копенгагенські критерії, які вимагають від кандидата мати демократичний уряд і ринкову економіку разом із відповідними свободами та інститутами та поважати верховенство права. Розширення Союзу також залежить від згоди всіх наявних членів і прийняття кандидатом наявного законодавства ЄС, відомого як надбання спільноти.
Велика Британія, яка приєдналася до ЄС 1973 року, перестала бути членом ЄС 31 січня 2020 року. Жодна інша держава-член ніколи не виходила з ЄС і жодне членство не було призупинене, хоча деякі залежні території або напівавтономні області вийшли з ЄС.

## Список
Список країн-членів Європейського Союзу (станом на 1 січня 2025 року):
| Герб | Прапор | Країна     | Повна назва                      | Дата вступу     | Площа   | Населення  | Форма правління          | Столиця    | Найбільше місто |
| ---- | ------ | ---------- | -------------------------------- | --------------- | ------- | ---------- | ------------------------ | ---------- | --------------- |
|      |        | Австрія    | Австрійська Республіка           | 1 січня 1995    | 83 871  | 8 169 929  | Парламентська республіка | Відень     | Відень          |
|      |        | Бельгія    | Королівство Бельгія              | 25 березня 1957 | 30 528  | 10 274 595 | Конституційна монархія   | Брюссель   | Антверпен       |
|      |        | Болгарія   | Республіка Болгарія              | 1 січня 2007    | 110 912 | 7 621 337  | Парламентська республіка | Софія      | Софія           |
|      |        | Греція     | Грецька Республіка               | 1 січня 1981    | 131 990 | 10 645 343 | Парламентська республіка | Афіни      | Афіни           |
|      |        | Данія      | Королівство Данія                | 1 січня 1973    | 43 094  | 5 368 854  | Конституційна монархія   | Копенгаген | Копенгаген      |
|      |        | Естонія    | Республіка Естонія               | 1 травня 2004   | 45 226  | 1 415 681  | Парламентська республіка | Таллінн    | Таллінн         |
|      |        | Ірландія   | Республіка Ірландія              | 1 січня 1973    | 70 273  | 4 234 925  | Парламентська республіка | Дублін     | Дублін          |
|      |        | Іспанія    | Королівство Іспанія              | 1 січня 1986    | 506 030 | 44 708 964 | Конституційна монархія   | Мадрид     | Мадрид          |
|      |        | Італія     | Італійська Республіка            | 25 березня 1957 | 301 318 | 58 751 711 | Парламентська республіка | Рим        | Рим             |
|      |        | Кіпр       | Республіка Кіпр                  | 1 травня 2004   | 9251    | 835 000    | Президентська республіка | Нікосія    | Нікосія         |
|      |        | Латвія     | Латвійська Республіка            | 1 травня 2004   | 64 589  | 2 366 515  | Парламентська республіка | Рига       | Рига            |
|      |        | Литва      | Литовська Республіка             | 1 травня 2004   | 65 303  | 3 601 138  | Змішана республіка       | Вільнюс    | Вільнюс         |
|      |        | Люксембург | Велике Герцогство Люксембург     | 25 березня 1957 | 2586    | 448 569    | Конституційна монархія   | Люксембург | Люксембург      |
|      |        | Мальта     | Республіка Мальта                | 1 травня 2004   | 316     | 397 499    | Парламентська республіка | Валетта    | Біркіркара      |
|      |        | Нідерланди | Королівство Нідерландів          | 25 березня 1957 | 41 526  | 16 318 199 | Конституційна монархія   | Амстердам  | Амстердам       |
|      |        | Німеччина  | Федеративна Республіка Німеччини | 25 березня 1957 | 357 050 | 83 251 851 | Парламентська республіка | Берлін     | Берлін          |
|      |        | Польща     | Республіка Польща                | 1 травня 2004   | 312 683 | 38 625 478 | Парламентська республіка | Варшава    | Варшава         |
|      |        | Португалія | Португальська Республіка         | 1 січня 1986    | 92 391  | 10 084 245 | Парламентська республіка | Лісабон    | Лісабон         |
|      |        | Румунія    | Румунія                          | 1 січня 2007    | 238 391 | 21 698 181 | Змішана республіка       | Бухарест   | Бухарест        |
|      |        | Словаччина | Республіка Словаччина            | 1 травня 2004   | 49 037  | 5 422 366  | Парламентська республіка | Братислава | Братислава      |
|      |        | Словенія   | Республіка Словенія              | 1 травня 2004   | 20 273  | 1 932 917  | Парламентська республіка | Любляна    | Любляна         |
|      |        | Угорщина   | Угорщина                         | 1 травня 2004   | 93 030  | 10 075 034 | Парламентська республіка | Будапешт   | Будапешт        |
|      |        | Фінляндія  | Фінляндська Республіка           | 1 січня 1995    | 338 145 | 5 157 537  | Парламентська республіка | Гельсінкі  | Гельсінкі       |
|      |        | Франція    | Французька Республіка            | 25 березня 1957 | 674 843 | 63 392 140 | Змішана республіка       | Париж      | Париж           |
|      |        | Хорватія   | Республіка Хорватія              | 1 липня 2013    | 56 542  | 4 284 889  | Парламентська республіка | Загреб     | Загреб          |
|      |        | Чехія      | Чеська Республіка                | 1 травня 2004   | 78 866  | 10 256 760 | Парламентська республіка | Прага      | Прага           |
|      |        | Швеція     | Королівство Швеція               | 1 січня 1995    | 449 964 | 9 090 113  | Конституційна монархія   | Стокгольм  | Стокгольм       |

Території за межами Європи, що входять до ЄС:
- Іспанії:
  -  Канарські острови
  -  Мелілья
  -  Сеута

- Португалії:
  -  Азорські острови
  -  Мадейра

- Франції:
  -  Гваделупа
  -  Мартиніка
  -  Реюньйон
  -  Французька Гвіана
  -  Майотта

Країни-кандидати на вступ до ЄС:
- Албанія
- Боснія і Герцеговина
- Грузія
- Молдова
- Північна Македонія
- Сербія
- Україна
- Чорногорія

Потенційні країни-кандидати на вступ до ЄС:
- Косово

Кандидати, переговори яких заморожені:
- Туреччина

Колишні члени:
- Велика Британія